# De Mey (geslacht)

Geslachtswapen (1826)

De Mey (ook: De Mey van Alkemade, De Mey van Streefkerk en: De Mey van Gerwen) is een uit Vlaanderen afkomstig geslacht waarvan leden sinds 1826 tot de Nederlandse adel behoren.

## Geschiedenis
De stamreeks begint met Joris (George) de Mey uit Nieuwkerke die voor 1617 overleed. Een kleinzoon, Johan de Mey vestigde zich in Rotterdam, werd er suikerrafinadeur en werd er in 1659 begraven; hij was de vader van twee zonen die de stamvaders van de takken Streefkerk en Alkemade werden. Vanaf die zonen vervulden telgen bestuursfuncties in steden als Rotterdam en Leiden Nazaten werden bij Koninklijk Besluit van 14 juni 1826 verheven in de Nederlandse adel. Bij KB van twee dagen later werd aan een telg de titel van baron bij eerstgeboorte verleend; deze titel verviel met zijn overlijden daar hij alleen dochters had.

## Enkele telgen
Johan de Mey (-1659), suikerrafinadeur te Rotterdam
- Jean de Mey, heer van Alblasserdam, Nieuw-Lekkerland en Streefkerk (1639-1713), suikerrafinadeur te Rotterdam, schepen van Rotterdam
  - Jacob de Mey, heer van Streefkerk (1674-1749), [schepen van Cool en Schiedam]
    - Jean Gijsberto de Mey, heer van Nieuw-Lekkerland, Streefkerk en Souburg (1701-1788)
      - Mr. Jacob Jan de Mey, heer van Streefkerk (1724-1769), raad in de vroedschap en schepen van Leiden
        - Charlotte Françoise de Mey (1750-1822); trouwde in 1773 met Johan Samuel Creutz (1747-na 1809), stadsbouwmeester
        - Jhr. mr. Jean Gijsberto de Mey van Streefkerk, heer van Souburg, Streefkerk en Nieuw-Lekkerland (1754-1844), lid Notabelenvergadering, burgemeester van Leiden
          - Jean Gijsberto baron de Mey van Streefkerk, heer van Streefkerk (1782-1841), minister van Staat
            - jkvr. Marguérite Pétronelle Jeanne de Mey van Streefkerk (1819-1899); trouwde in 1843 met mr. Rudolph Anne baron van Hoëvell tot Nijenhuis (1810-1888), onder andere fungerend voorzitter van de Hoge Raad van Adel
            - jkvr. Clara Johanna de Mey van Streefkerk (1827-1869); trouwde in 1852 met jhr. Everard Willem van Weede (1820-1897), secretaris van de Hoge Raad van Adel